# 大鳞金线鲃
大鳞金线鲃（学名：Sinocyclocheilus macrolepis）为輻鰭魚綱鯉形目鲤科金线鲃属的鱼类。在中国，分布于貴州省荔波縣、廣西壯族自治區[[南丹縣[[、環江毛南族自治縣及云南省东部的南盘江水系、龙潭附近的石祥寺水库等。该物种的模式产地在云南东部的南盘江水系、龙潭附近的石祥寺水库。，本魚體側扁，口圓鈍，口端位，具觸鬚2對，側線明顯，眼大，體被鱗片，側線鱗53-65枚，尾鰭叉形，魚鰭透明，體色青灰色，無斑紋，體長可達11.8公分，棲息在地下河流底中層水域，生活習性不明。

## 扩展阅读
維基物種上的相關：大鳞金线鲃